# Джоелі Річардсон
Джоелі Кім Річардсон (англ. Joely Kim Richardson; нар. 9 січня 1965) — британська акторка. Найбільш відома роллю Джулії Макнамара в серіалі каналу FX «Частини тіла» (2003-2010) та королеви Катерини Парр в серіалі Showtime «Тюдори» (2010).
Також знялася в фільмах «101 далматинець» (1996), «Горизонт подій» (1997), «Патріот» (2000), «Повернись до мене» (2000), «Анонім» (2011), голлівудській екранізації «Дівчина з татуюванням дракона» ( 2011), ремейку фільму «Нескінченне кохання» (2014), трилері «Червоний горобець» (2018), «Поворот» (2020).

## Життєпис
Джоелі Кім Річардсон народилася в Мерілебоні, Лондон, в театральній родині Редгрейв, дочка акторки Ванесси Редгрейв і режисера Тоні Річардсона (1928-1991), а також онука акторів сера Майкла Редгрейва (1908-1985) і Рейчел Кемпсон, Леді Редгрейв (1910-2003). Акторка Наташа Річардсон (1963–2009) була її сестрою, а актор Ліам Нісон її зятем. Вона є тіткою Майкла та Деніела Нісонів, племінницею акторів Лінн Редгрейв (1943-2010) і Коріна Редгрейв (1939-2010), а також двоюрідною сестрою акторки Джемми Редгрейв, на п’ять днів молодшої за Річардсон.
Джоелі Річардсон з'явилася в ролі статистки у віці 3 років у версії 1968 року «Атака легкої бригади», знятій її батьком. Початкова освіта Річардсон та її сестри Наташі почалася в незалежній жіночій школі Святого Павла в Гаммерсміті. У 14 років Річардсон переїхала до школи-інтернату незалежної тенісної школи Гаррі Гопмана в Тампі, штат Флорида. У 1983 році вона закінчила школу Течера в Оджаї, штат Каліфорнія, потім повернулася до Лондона, щоб навчатися в Королівській академії драматичного мистецтва, яку закінчила її в 1985 році.
Одружилася з кінопродюсером Тімом Беваном у 1992 році; того ж року народила дочку Дейзі Беван (стала акторкою). Вони розлучилися в 2001 році.
Річардсон є представницею The Children's Trust, провідної благодійної організації Великої Британії для дітей з черепно-мозковими травмами та порушеннями нервової системи, а також Save the Children.

## Кар'єра
Маючи ранні амбіції стати професійною тенісисткою, вона провела два роки в тенісній академії у Флориді. Потім Річардсон звернувся до акторської майстерності. У 1985 році вона зіграла у молодшу версію головної героїні, яку зіграла її мати, у фільмі «Везербі». Після головної ролі в культовому успішному фільмі Пітера Ґрінуея «Тонути за номерами» (1988), її першою великою роллю перед масовою аудиторією стала роль Джоанни Фарлі в телевізійному епізоді Пуаро 1989 року, заснованому на детективному серіалі Агати Крісті. У 1989 році в епізоді «Оповідача» Джима Генсона виконала роль принцеси. Зіграла вчительку на межі нервового зриву в серіалі Channel 4 1989 року «Погана поведінка» та вигадану фінську принцесу Анну в екранній комедії 1991 року «Король Ральф».
Через рік вона з'явилася в «Просвіті» разом зі своїм майбутнім зятем Ліамом Нісоном, обоє грали нацистів.
У 1993 році Річардсон з'явилася в серіалі ВВС «Леді Чаттерлі» з Шоном Біном. У 1996 році вона зіграла модельєрку Аніту Кемпбелл-Грін у рімейку анімаційного мультфільму «101 далматинець» Disney разом із Гленн Клоуз у ролі Круелли де Віль. У 1998 році в теледрамі «Ехо» вона зіграла Аманду Пауелл. У наступному році вона зіграла в науково-фантастичному фільмі жахів «Горизонт подій» лейтенантку Старк, виконавчу офіцерку дослідно-рятувального корабля «Льюїс і Кларк», відправленого рятувати екіпаж давно загубленого експериментального корабля «Горизонт подій».
Через рік Річардсон з'явився разом з Мелом Гібсоном у фільмі «Патріот», американському фільмі про Американську революцію. Також у 2000 році вона з'явилася з Г'ю Лорі у фільмі «Можливо, дитина», екранізації книги Бена Елтона «Незрозуміле». У фільмі 2001 року «Справа з намистом» взяла участь після того, як режисер Чарльз Шаєр помітив її схожість із французькою королевою XVIII століття Марією Антуанеттою.
У 2003 році Річардсон зіграла роль Джулії Макнамари в телесеріалі FX «Частини тіла», заснованому на житті двох пластичних хірургів у Маямі. Її мати, Ванесса Редгрейв, з'явилася в кількох епізодах, граючи матір своєї персонажки.
У 2005 році Річардсон знялася у фільмі «Брехня, яку мені розповіла мати», заснованому на реальній історії про шахрая-вбивцю. У 2007 році вона зіграла матір у фільмі «Остання Мімзі» з Тімоті Гаттоном і Крісом О'Нілом. Вона також знялася в телевізійній драмі Волліс і Едвард, виконавши головну роль Волліс Сімпсон, коханої Едварда, принца Уельського.
У 2009–10 роках Річардсон з’явилася в ролі королеви Англії Кетрін Парр, у четвертому (і останньому) сезоні популярної драми Showtime «Тюдори». Роль возз’єднала її з колишнім чоловіком Тімом Біваном, який був частиною виробничої групи серіалу.
Джоелі Річардсон приєдналася до акторського складу серіалу «Титанік: Кров і сталь», де виконала роль графині Маркевич. У 2015 році вона знялася з Арнольдом Шварценеггером у зомбі-трилері «Меггі».

## Вибіркова фільмографія
- 1992 — Світло у темряві
- 1996 — 101 далматинець
- 1997 — Крізь обрій
- 2000 — Патріот
- 2000 — Повернись до мене
- 2001 — Історія з намистом
- 2003—2010 — Частини тіла
- 2007 — Остання Мімзі всесвіту
- 2010 — Тюдори
- 2011 — Анонім
- 2011 — Дівчина з тату дракона
- 2012 — Дякую за обмін
- 2014 — Люблю. Назавжди
- 2018 — Червоний горобець
- 2018 — Наосліп
- 2019 — Тура (англ. The Rook)
- 2019 — Барва з позамежжя світу
- 2022 — Маленький кістяний будиночок
- 2022 — Пісочний чоловік[10]